# Daichi Shibata
Daichi Shibata (柴田 大地 Shibata Daichi?, nacido el 13 de agosto de 1990 en Mie) es un exfutbolista japonés. Jugaba de guardameta y su último club fue el FC Suzuka Rampole de Japón.

## Trayectoria

### Clubes
| Club              | País  | Año  |
| ----------------- | ----- | ---- |
| Fujieda MYFC      | Japón | 2013 |
| Kataller Toyama   | Japón | 2014 |
| FC Suzuka Rampole | Japón | 2015 |

## Estadística de carrera

### J. League
| Club            | Año   | J. League | J. League | Copa J. League | Copa J. League | Total | Total |
| Club            | Año   | Part.     | Goles     | Part.          | Goles          | Part. | Goles |
| --------------- | ----- | --------- | --------- | -------------- | -------------- | ----- | ----- |
| Kataller Toyama | 2014  | 2         | 0         | -              | -              | 2     | 0     |
| Total           | Total | 2         | 0         | 0              | 0              | 2     | 0     |